# 前原康宏
前原 康宏（まえはら やすひろ）は日本の経済学者。専門は金融論。日本銀行金融研究所審議役、一橋大学大学院経済学研究科教授、日本証券アナリスト協会代表理事、国際公認投資アナリスト協会会長、アジア証券・投資アナリスト連合会会長等を歴任した。

## 人物・経歴
1974年一橋大学経済学部卒業、日本銀行入行。1978年ロンドン大学ロンドン・スクール・オブ・エコノミクス経済学部博士課程に入学し、1981年修了、経済学博士の学位を取得。専門は金融論。
国際畑を歩み、ブルッキングス研究所客員研究員、日本銀行ワシントン事務所長、日本銀行政策委員会室審議役、日本銀行在ニューヨーク米州駐在参事、日本銀行金融研究所審議役等を経て、2005年一橋大学大学院経済学研究科教授。2008年一橋大学役員補佐。
2011年りそな銀行取締役。2012年りそなホールディングス取締役。2013年日本証券アナリスト協会代表理事。2015年国際公認投資アナリスト協会会長。2019年アジア証券・投資アナリスト連合会会長。2021年日本証券アナリスト協会参与。

## 著作

### 著書
- "The Duration of Jobs in the USA and Japan." London School of Economics, 1981

### 主要論文
- "The Internationalization of the Yen and Its Role as a Key Currency," Journal of Asian Economics, Vol. 4, No. 1,1993
- "Japan’s Stock Market: Lesson from the Recent Boom and Slump," Journal of Asian Economics, Vol. 6, No. 1,1995
- "Financial Stability in Southeast Asia," Journal of Asian Economics, Vol. 9, No. 2, 1998

### 訳書
- レイヤード＝ウォルターズ『ミクロ経済学』（荒憲治郎監訳）創文社 1982